# Саскія Ескен
Саскія Ескен (нім. Saskia Esken, дошлюбне — Саскія Гофер; нар. 28 серпня 1961, Штутгарт) — німецька політикиня (СДП). З 2013 року вона є членкинею німецького Бундестагу; з 6 грудня 2019 року є співголовою (до 11 грудня 2021 року разом із Норбертом Вальтером-Бор'янсом, із 11 грудня 2021 року — з Ларсом Клінгбайлем) федеральної партії СДПН.

## Походження, професія і приватне життя
Ескен виросла у Реннінгені. 1981 року закінчила абітуру в гімназії імені Йоганнеса-Кеплера у Вайль дер Штадт. Вона закинула навчання з германістики й політології в Штутгартському університеті, після чого працювала листоношею та офіціанткою. 1990 року вона закінчила навчання з інформатики в Академії обробки даних у Беблінгені, а потім працювала над розробкою програмного забезпечення, поки припинила роботу заради виховання своїх дітей, народжених у 1994, 1996 та 1999 роках. Завдяки волонтерській роботі на декретному місці вона брала участь в освітній політиці й з 2012 до 2014 року була заступницею голови Державної консультативної ради батьків землі Баден-Вюртемберг.
Ескен одружена з Роландом Ескеном із 1993 року, із яким у неї є троє дітей. Її чоловік є пенсіонером і працює на посаді голови Вюртембергської асоціації залізничних шляхів (Vereins Württembergische Schwarzwaldbahn Calw – Weil der Stadt (WSB) e. V.). Однією із цілей його роботи є розширення штутгартського міського залізничного сполучення. Саскія Ескен також підтримує цей проєкт.

## Партія
Ескен вступила до СДПН 1990 року. З 2008 до 2015 року вона була головою місцевої асоціації Бад-Лібенцелль, а з 2010 року — головою районної асоціації Кальв. З 2013 до 2016 року вона була головою правління СДП Баден-Вюртемберг.

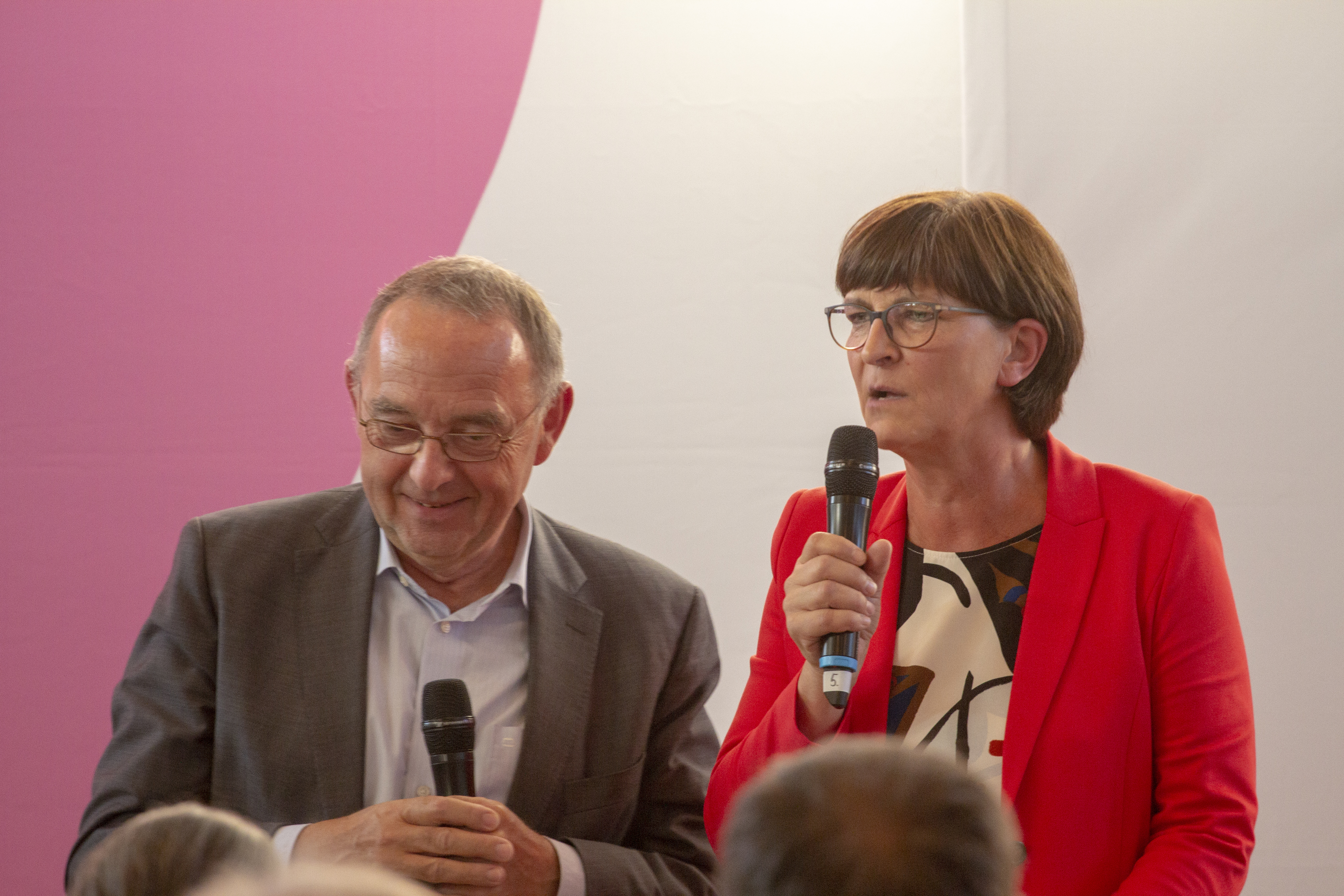
Саскія Ескен (праворуч) і Норберт Вальтер-Борйанс (ліворуч) на регіональній конференції СДП щодо виборів голови СДП 10 вересня 2019 року в Нідер-Ольмі.

На виборах на посаду голови СДП у 2019 році Ескен балотувалася разом із колишнім міністром фінансів Північного Рейн-Вестфалії Норбертом Вальтером-Бор'янсом. Їхню кандидатуру висунула СДП Північного Рейну-Вестфалії. У першому голосуванні у жовтні 2019 року Ескен і Вальтер-Бор'янс посіли друге місце з 21,0 відсотками голосів після Клари Ґайвіц і Олафа Шольца, які отримали 22,7 відсотка голосів. На виборах, що відбулися у листопаді 2019 року, Ескен і Вальтер-Бор'янс отримали 53,1 відсотка голосів, а Ґейвіц та Шольц — 45,3 відсотка голосів. На федеральному з'їзді партії 6 грудня 2019 року Ескен була обрана головою, набравши 75,9 відсотків голосів, а Вальтер-Бор'янс — 89,2 відсотків голосів делегатів. Таким чином, Ескен отримала другий найгірший результат на виборах голови СДП, не маючи конкурентів. Гірший результат 2015 року отримав лише Зіґмар Ґабріель, отримавши 74,3 відсотків голосів делегата.

## Депутатка
Ескен була членкинею муніципальної ради Бад-Лібенцелла з 2007 до 2014 року та членкинею районної ради округу Кальв із 2009 року.
На виборах до Бундестагу 2009 року вона балотувалася за 28 місцем земельного списку землі Баден-Вюртемберг та в окрузі Кальв. ЇЇ місце у земельному списку було недостатнім для того, щоб пройти до Бундестагу. У виборчому окрузі Кальв, у якому з 1949 року постійно вигравав кандидат від ХДС, вона посіла друге місце, набравши 20,2 відсотків перших голосів після Ганса-Йоахіма Фухтеля від ХДС.
На виборах до Бундестагу 2013 року вона пройшла до Бундестагу за 18 місцем у земельному списку землі Баден-Вюртемберг. У виборчому окрузі Кальв вона знову набрала 20,2 відсотів перших голосів, посівши друге місце після Ганса-Йоахіма Фухтеля від ХДС. Під час 18 парламентського періоду вона була членкинею Комітету з питань освіти, досліджень та оцінювання технологій, Комітету з питань цифрового трансформації та Консультативної ради з питань сталого розвитку. Вона також була заступницею прессекретаря робочої групи Digital Agenda Group.
На виборах до Бундестагу 2017 року вона пройшла до Бундестагу за 15 місцем земельного списку землі Баден-Вюртемберг. У окрузі Кальв вона знову посіла друге місце з 16,9 відсотками перших голосів після Ганса-Йоахіма Фухтеля від ХДС. Під час 19 парламентського періоду вона є членкинею Комітету з питань внутрішніх справ, Комітету з питань цифрової трансформації та Комітету з вивчення штучного інтелекту. Крім того, вона є заступницею прессекретаря робочої групи Digital Agenda Group.

## Політичні позиції
Ескен — член парламентської лівої групи, у яку об'єдналося ліве крило парламентарної групи СДП.
Після виборів до Бундестагу 2017 року Ескен описала результати програми Agenda 2010 як поразку, за яку СДП ще до цих пір розплачується. Водночас вона пояснила, що СДП «нарешті має припинити переглядати свої кадрові рішення за закритими дверима, а потім представляти їх нам». Після того як Федеральний конституційний суд оголосив скорочення допомоги з безробіття Hartz IV частково неконституційною, Ескен вимагала скасувати санкції щодо допомоги з безробіття Hartz IV у листопаді 2019 року.
У середньостроковому огляді роботи четвертого уряду Анґели Меркель Ескен заявила, що продовження великої коаліції може бути виправданим лише після негайного збільшення мінімальної заробітної плати «до мінімум 12 євро», зняття гальмування боргу та покращення кліматичного пакету. Вона назвала пакет федерального уряду щодо захисту клімату як «занадто малоамбітний, а також соціально несправедливий». У випадку, якщо ХДС і ХСС не погоджувалися б на переговори про коаліційну угоду, Ескен хотіла «рекомендувати з'їзду партії покинути коаліцію». Однак, ця позицію Ескен переглянула.
До своєї кандидатури на посаду голови партії Ескен була особливо активною у сфері інформаційних технологій. Вона виступала проти збереження даних та за права на шифрування. У дискусії з приводу реформи ЄС щодо авторських прав 2019 року вона виступила проти запровадження передбаченого фільтра для завантаження (стаття 13) та проти авторського права для видавців преси на рівні ЄС (стаття 11). Ескен обстоює декриміналізацію каннабісу «за суворих умов та суворої охорони неповнолітніх».
Ескен обстоює введення обмеження швидкості на німецьких автомагістралях, що є «добрим для клімату та безпеки». Часто «населення вже є попереду порівняно з політикою», в цьому контексті вона виступає за бажання більшості протистояти «також проти протесту лобістських груп».

## Членство
Ескен є членкинею позапартійної Євросоюзу Німеччини, який просуває ідею федеральної Європи і процесу об'єднання Європи. Вона є членкинею таких об'єднань як BUND, Greenpeace, Campact, D64, ver.di й Naturfreunde (любителів природи). Крім того, вона є членкинею Товариства за свободу прав, яке має на меті підтримувати та розширювати основні права і свободи та права людини шляхом стратегічних дій.

## Суперечності
У новорічну ніч 2019/20 в окрузі Конневіц у Лейпцигу відбулися сутички між поліцією та святкувальниками, яких не існувало в попередні роки. Оскільки Ескен поставила під сумнів тактику поліції і розпорядилася перевірити поліцейську операцію, вона зазнала критики. Політичні супротивники звинуватили її у тому, що вона звинувачувала жертву. ЇЇ колеги з партії такі як Зіґмар Ґабріель, також критикували її заяви. Ескен заявила, що її заяви неправильно трактуються, але не відхилила своєї критики дій поліцейських.